# Macrocera annuliventris
Macrocera annuliventris är en tvåvingeart som beskrevs av Loïc Matile 1972. Macrocera annuliventris ingår i släktet Macrocera och familjen platthornsmyggor.
Artens utbredningsområde är Madagaskar. Inga underarter finns listade i Catalogue of Life.